# Yokosuka R2Y
Chiếc Yokosuka R2Y - hải quân Nhật gọi là Keiun (景雲, áng mây đẹp) - là một kiểu nguyên mẫu máy bay trinh sát Nhật Bản được chế tạo vào giai đoạn cuối Thế Chiến II.

## Thiết kế và phát triển
Thiết kế chiếc R2Y được đề nghị cho Hải quân Đế quốc Nhật Bản sau khi thiết kế thử nghiệm kiểu Yokosuka R1Y bị hủy bỏ do tính năng bay ước tính khá thất vọng. Kiểu R2Y vay mượn những chi tiết thiết kế của kiểu máy bay Đức Heinkel He 119 trước chiến tranh như một cặp động cơ liên kết cùng quay chung một bộ cánh quạt. Nó cũng có một bộ càng đáp ba bánh có thể do chịu ảnh hưởng từ chiếc Messerschmitt Me 509.
Được hoàn tất vào tháng 4 năm 1945, chiếc nguyên mẫu đã thực hiện một chuyến bay ngắn vào ngày 8 tháng 5, nhưng bị phá hủy sau một cuộc không kích của Hoa Kỳ vài ngày sau đó, khiến phải chấm dứt kế hoạch phát triển.
Một đề nghị cũng được đưa ra để phát triển chiếc R2Y thành một kiểu máy bay ném bom phản lực hạng nhẹ bằng cách thay thế hai động cơ piston bởi hai động cơ turbo phản lực Ishikawajima Ne-330. Được đặt tên là R2Y2 Keiun-Kai, đã không có sự tiến triển nào trong thiết kế cho đến,khi chiến tranh kết thúc.

## Các phiên bản
R2Y Keiun
chiếc nguyên mẫu máy bay trinh sát
R2Y2 Keiun-Kai
thiết kế máy bay ném bom phản lực hạng nhẹ, không được chế tạo

## Đặc điểm kỹ thuật (R2Y1)
Tham khảo: Japanese Aircraft of the Pacific War

### Đặc tính chung
- Đội bay: 02 người
- Chiều dài: 13,05 m (42 ft 10 in)
- Sải cánh: 14,00 m (45 ft 11 in)
- Chiều cao: 4,24 m (13 ft 9 in)
- Diện tích bề mặt cánh: 34,0 m² (366 ft²)
- Lực nâng của cánh: 238 kg/m² (49 lb/ft²)
- Trọng lượng không tải: 6.015 kg (13.261 lb)
- Trọng lượng có tải: 8.100 kg (17.857 lb)
- Trọng lượng cất cánh tối đa: 9.400 kg (20.723 lb)
- Động cơ: 1 x động cơ Aichi Ha-70, công suất 3.400 mã lực (2.536 kW)

### Đặc tính bay
- Tốc độ lớn nhất: 770 km/h (480 mph)
- Tầm bay tối đa: 3.610 km (2.251 mi)
- Trần bay: 11.700 m (38.376 ft)
- Tốc độ lên cao: 7,93 m/s (1.561 ft/min)
- Tỉ lệ công suất/khối lượng: 0,031 kW/kg (0,19 hp/lb)

## Nội dung liên quan

### Máy bay liên quan
- Yokosuka R1Y
- Heinkel He 119
- Messerschmitt Me 509

### Máy bay tương tự
- Kawasaki Ki-64

### Trình tự thiết kế
R1Y - R2Y

### Danh sách liên quan
- Danh sách máy bay chiến đấu
- Danh sách máy bay quân sự Nhật Bản
- Danh sách máy bay trong Chiến tranh Thế giới II